# Nicolas Liégeois
Nicolas Champion dit le Liégeois, né dans la principauté de Liège ( ? ) vers 1480 et mort à Lierre le 20 septembre 1533, est un chanteur et compositeur de l'école franco-flamande. 

## Biographie
On connaît peu de choses sur la vie de Champion.  Il serait le frère du chanteur et compositeur Jacques Champion.  La réponse à la question de savoir où il est né réside peut-être dans son patronyme renvoyant à la ville de Liège ou à la principauté épiscopale de Liège, ce qui implique une origine soit néerlandophone, soit francophone. 
Il était un membre éminent des chapelles de cour de Philippe le Beau et de Charles Quint et entretenait sans doute des contacts avec la cour de Frédéric le Sage, duc de Saxe.
Champion devint, en 1515, chanteur et chapelain de la chapelle flamande de la cour de Charles Quint, la fameuse Capilla Flamenca.  Champion toucha plusieurs prébendes de 1509 jusqu'à sa mort en septembre 1533.

## Sur l'œuvre

### Remarques générales
Ses œuvres représentent des exemples exceptionnels de la polyphonie franco-flamande de la Haute Renaissance. 
Typiques sont des conceptions stylistiques proportionnelles, des passages colorés en déchant et des textures caractérisées par des couches denses et des motifs superposés contrastés, une activité rythmique élaborée dans l'approche des cadences et l'utilisation de mutations modales pour obtenir des effets expressifs (tels que l'on les trouve dans les œuvres d'Ockeghem et de La Rue) ; ceux-ci sont combinés avec des traits josquiniens, tels que la paraphrase imitative des motifs du cantus firmus, la déclamation méticuleuse des textes et l'organisation tonale systématique. 
L'évidente symétrie formelle des compositions de Champion est renforcée par le rappel cyclique et le développement du matériel entre les sections des motets et entre les mouvements de messe. 
Ces techniques avancées, et bien d'autres, de développement mélodique et contrapuntique, le placent à la tête des compositeurs de sa génération ; ses œuvres ont été diffusées, comme celles d'autres compositeurs franco-flamands, par des sources allemandes et espagnoles.

### Œuvres
De ses œuvres, sept sont conservées, y compris une chanson néerlandaise et trois messes (deux dans un manuscrit).  Il existe une Missa de Sancta Maria Magdalena (Messe de sainte Marie-Madeleine) à cinq voix, la Missa ducis Saxsonie / ‘Sing ich nicht wol’ (Messe du duc de Saxe / ‘Si je ne chante pas bien’) et une messe à quatre voix, parue en 1542 et connue comme la Missa ‘Noch weth ic een so scoen joncfraw fijn’ (Messe ‘Je connais une si belle petite demoiselle’).  Deux motets (entre autres Beati omnes, à six voix), ont été publiés par Johann Petreius à Nuremberg en 1542 et réimprimés en 1569 par Ulrich Neuber dans la même ville.  Un motet incomplet, Deus in adjutorium, attribué à un certain « Champion » (sans donner son prénom) a été noté dans un manuscrit conservé à Vienne.  Ce motet réapparaît anonymement dans le Liber selectarum cantionum, publié par Sigmund Grimm et Marx Wirsung  à Augsbourg en 1520 ; il est attribué à Ludwig Senfl dans le Tomus primus psalmorum, publié par Petreius en 1538.  Un troisième motet, le psaume De profundis, attribué à Champion dans un manuscrit viennois, est apparemment identique à une composition de Josquin Desprez.
Noch weet ick een schoen joffrau fijn (Je connais une belle petite demoiselle), parue en 1551 dans le Tweetste musyck boexken de Tielman Susato, un recueil de chansons néerlandaises,, est une harmonisation à quatre voix d'une chanson néerlandaise, qui a ensuite été publiée deux fois en tablature de luth par Petrus Phalesius, en 1546 et en 1552.

#### Messes
1. (la) Missa de Sancta Maria Magdalena (à cinq voix)
2. (la) Missa ducis Saxsonie / ‘Sing ich nicht wohl’ (à cinq voix)
3. (la) Missa ‘Noch weth ic een so scoen joncfraw fijn’ (à quatre voix  ; cantus firmus sans doute emprunté à une de ses propres compositions)

#### Motets
1. (la) Beati omnes (psaume à six voix)
2. (la) Deus in adjutorium (psaume à quatre voix)
3. (la) De profundis (psaume à quatre voix)

#### Chanson néerlandaise
1. (nl) Noch weet ick een schoen joffrau fijn (à quatre voix)

## Ressources

### Sources
- (nl) BONDA, Jan Willem, De meerstemmige Nederlandse liederen van de vijftiende en zestiende eeuw, Hilversum, Verloren, 1996, p. 506  (ISBN 90-6550-545-8).
- (en) DUMITRESCU, Theodor (directeur de projet), The Computerized Mensural Music Editing Project, [En ligne], [s. d.], réf. du 7 novembre 2014.  [www.cmme.org].
- (nl) MECONI, Honey, Pierre de la Rue and Musical Life at the Habsburg-Burgundian Court, Oxford, Oxford University Press, 2003  (ISBN 0-19-816554-4).
- (en) « Noch weet ick een schoen joffrau fijn », Nederlandse Liederenbank (lire en ligne).

### Discographie
- La Magdalene: The Cult of Mary Magdalene in the early 16th century, Graindelavoix, sous la direction de Björn Schmelzer, Glossa, 2009 (Missa de Sancta Maria Magdalena de Nicolas Champion, dit le Liégeois).
- Songs and Dances from Flanders, Capella Sancti Michaelis / Currende Consort, sous la direction d'Erik Van Nevel, Eufoda 1163, 1993 (Noch weet ick een schoen ioffrau en versions instrumentale et vocale ; CD réédité par Et’cetera en 2009).